# 300 spartan

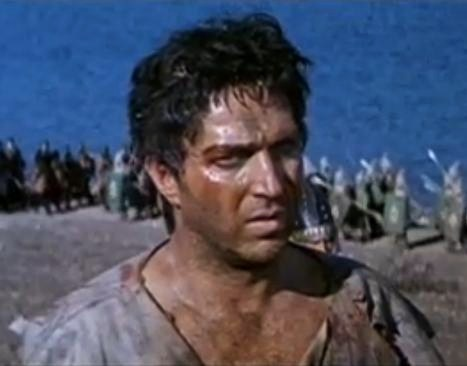
John Crawford w zwiastunie 300 Spartan

300 Spartan (ang. The 300 Spartans) – amerykański film historyczny z 1962 roku w reżyserii Rudolpha Maté. Obraz opowiada losy heroicznej bitwy pod Termopilami z 480 roku p.n.e.

## Obsada
- Richard Egan: Leonidas
- Ralph Richardson: Temistokles
- Diane Baker: Ellas
- David Farrar: Kserkses
- Anna Synodinou: Gorgo
- Kieron Moore: Epialtes
- John Crawford: Agathon – spartański szpieg
- Robert Brown: Penteusz
- Laurence Naismith: Pierwszy Delegat
- Anne Wakefield: Artemiza
- Michalis Nikolinakos: Myron

## Wersja polska
Reżyseria: Maria Olejniczak

Udział wzięli:
- Stanisław Zaczyk
- Leon Pietraszkiewicz
- Jolanta Wołłejko
- Jerzy Molga
- Zygmunt Maciejewski
- Zygmunt Listkiewicz